# Blumenstück (Schumann)

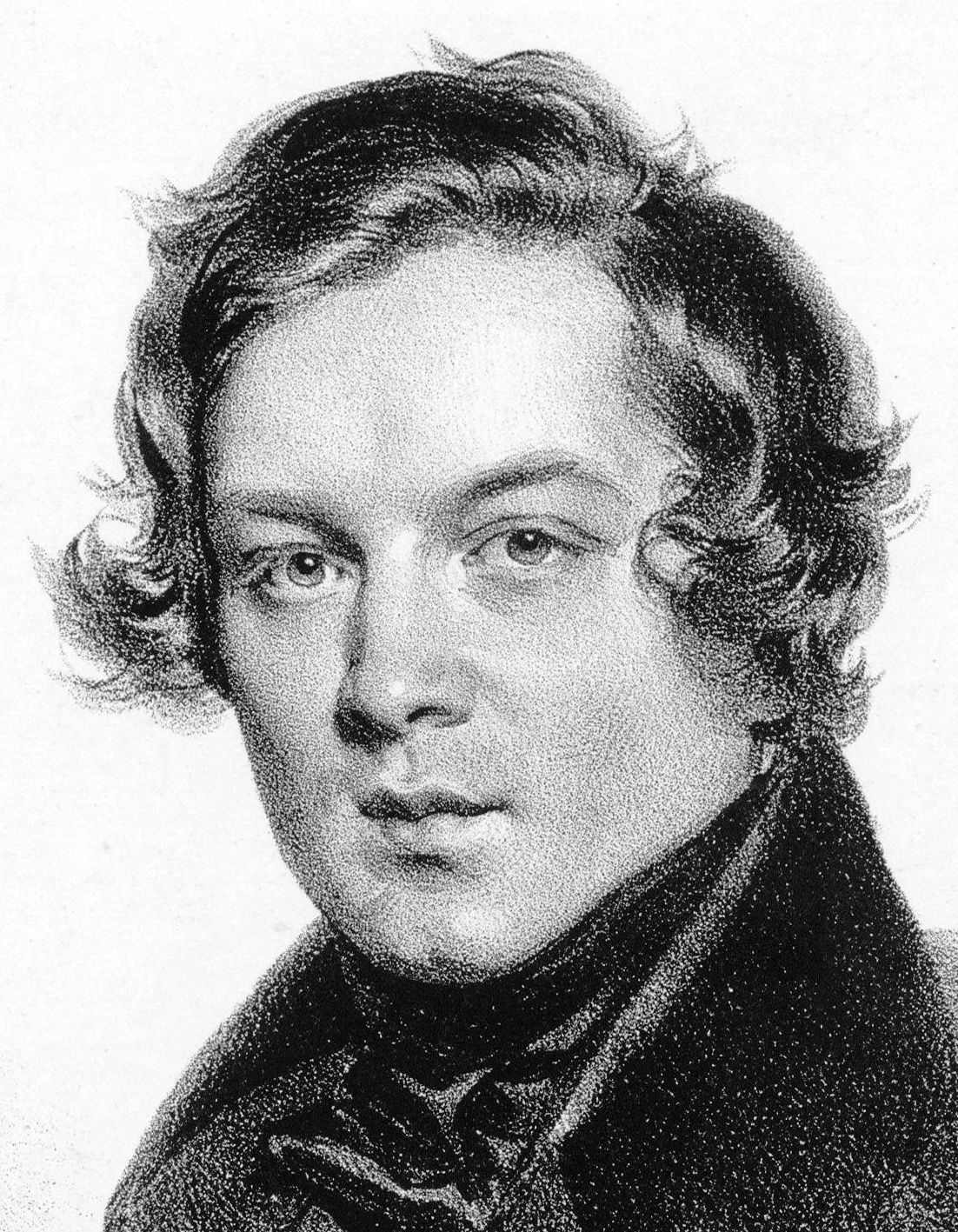
Robert Schumann en 1839.

Blumenstück (Pieza floral) en re bemol mayor, Op. 19 es una pieza para piano compuesta por Robert Schumann en 1839, cuando tenía veintinueve años. La obra está dedicada a Frau Majorin Friederike Serre auf Maxen. Se considera que refleja las actividades humanas amorosas con las que se asocian las flores, más que como representaciones de las flores en sí. La pieza tarda entre seis y siete minutos en ser interpretada.

## Historia
La composición de la pieza tuvo lugar en Viena en enero de 1839, mientras que su acompañante, la Arabeske, Op. 18, fue escrita en diciembre de 1838. Otras obras escritas en esa época fueron la Humoreske, Op. 20 y el movimiento final de la Sonata para piano n.º 2 en sol menor, Op. 22. Schumann comentó que compuso Arabeske y Blumenstück "con la esperanza de elevarme a la primera fila de los compositores favoritos de las mujeres de Viena." En su carta del 15 de agosto de 1839 a Ernst Becker, Robert tachó ambas obras de delicadas piezas de salón sólo aptas para ser tocadas por mujeres. No obstante, ambas contienen una gran belleza y están llenas de encanto íntimo.
Su prometida Clara Wieck se encontraba en París y Schumann se quedó en Viena para componer y escribir para la revista Neue Zeitschrift für Musik, por la cual se había trasladado a Viena desde Leipzig. Ambas piezas se publicaron simultáneamente en agosto de 1839, aunque no como un conjunto. Sin embargo, en una carta del 11 de agosto de 1839 a Henriette Voigt, Robert parece considerarlas como una pareja de obras, ya que las describe juntas como "menos importantes que Humoreske". Ambas obras fueron dedicadas a Frau Majorin Friederike Serre auf Maxen, la esposa del Major Anton Serre. Esta pareja animó mucho a Robert en su romance con Clara, a pesar de ser amigos íntimos de su padre Friedrich Wieck, que se oponía implacablemente al matrimonio.

## Descripción
En una carta a Clara del 24 de enero de 1839, Robert escribió que recientemente había terminado una serie de pequeñas piezas para piano, con los títulos:
- Guirlande ("variaciones, pero no sobre un tema"; podría ser una traducción errónea de "pero no sobre un tema", queriendo decir "pero no sobre un solo tema")
- Rondolette y
- "otras pequeñas cosas, de las que tengo muchas, y que encadenaré bajo el bonito título de "Kleine Blumenstücke", como si se tratara de una serie de cuadros".

Blumenstück está escrita siguiendo la forma de doble tema y variaciones, mientras que Arabeske sigue la forma rondó. No está claro si los dos primeros títulos se refieren a obras ahora perdidas o si son los títulos originales de Blumenstück y Arabeske respectivamente. Asimismo, se ha sugerido que ambas obras originalmente estaban destinadas a formar parte de las Kleine Blumenstücke, por lo demás no identificadas.
La obra está formada por un conjunto de episodios cortos, conectados y relacionados temáticamente, de los cuales el segundo forma un motivo recurrente que experimenta cambios tanto en la tonalidad como en el estado de ánimo. Blumenstück presenta un motivo de cuatro notas descendentes que Schumann había utilizado anteriormente para referirse a Clara Wieck en Carnaval, Op. 9. El compositor esbozó Blumenstück en su Brautbuch en lugar de en su libro manuscrito y fue ofrecido junto con el ciclo de canciones Myrthen, Op. 25 de 1840 como regalo nupcial.